# King’s Quest II: Romancing the Throne
King’s Quest II: Romancing the Throne ist die erste Fortsetzung in der von Sierra Entertainment (früher Sierra On-line) geschaffenen Serie King’s Quest. Es benutzt die gleiche AGI-Spielengine wie King’s Quest I: Quest for the Crown und präsentiert König Graham als die Spielfigur.

## Handlung
Nachdem Sir Graham durch die Wiederbeschaffung der magischen Gegenstände von Daventry zum König ernannt worden war, blickt er eines Tages in den magischen Spiegel. Dieser zeigt König Graham eine Vision von einer schönen Frau namens Valanice, die auf der Spitze eines Elfenbeinturmes eingesperrt ist. Bezaubert von ihr, wird er zur Welt von Kolyma teleportiert, um sie zu retten. Dort muss er durch Meer, Luft und sogar Tod reisen, um die Schlüssel zu den drei Türen zu erhalten, durch die er zur Welt der Hexe Hagatha gelangen kann, welche Valanice in dem Turm gefangen hält.

## Spielprinzip
King’s Quest II ist wie der Vorgänger ein Hybrid aus Text- und Grafikadventure. Die Spielwelt wird durch Standbilder visualisiert, und die Spielfigur kann mit dem Joystick oder den Cursortasten durch die Spielwelt bewegt werden. Die weitergehende Interaktion mit der Spielwelt verläuft aber wie bei einem Textadventure über Tastatureingaben, die von einem Parser ausgewertet werden.

## Entwicklungs- und Veröffentlichungsgeschichte
Das Spiel wurde 1985 als Boot-Diskette veröffentlicht, aber 1987 mit EGA-Unterstützung wiederveröffentlicht, um unter DOS zu laufen. Dies ist der Grund, warum die meisten übrigen Spiele eher 1987 als Urheberrechtsdatum tragen als 1985.
Wegen der enttäuschenden Verkäufe des 1990er-Remakes von King’s Quest I war die Hoffnung auf ein Remake von King’s Quest II verschwunden. Im Jahr 2001 jedoch wurde ein Fan-Remake von King’s Quest II veröffentlicht. Dieses weicht teilweise erheblich von der Originalhandlung ab und verwendet den alternativen Titel „Romancing the Stones“.
Dank ScummVM kann King’s Quest II auf vielen weiteren Betriebssystemen gespielt werden, darunter Linux, macOS und Microsoft Windows 10.

## Rezeption
Das Spielemagazin Aktueller Software Markt lobte die detailreichen Umgebungsbilder, die „schön animierte“ Spielfigur und den umfangreichen Parser. Kritisiert wurde die Umgebungsdarstellung auf Monochrommonitoren, die wegen fehlender Farbabstufungen die Orientierung erschwerte. In Summe sei bei King’s Quest II aber „Unterhaltung garantiert“.
Das Fachmagazin Adventure-Treff stellte 2002 retrospektiv heraus, dass King’s Quest II bei Erscheinen eine „Sensation“ gewesen sei und technisch so weit fortgeschritten, dass es auf durchschnittlicher Hardware der Zeit oft gar nicht spielbar war. Das Spiel mache großen Spaß und sei ein Klassiker des Adventure-Genres. Die Rätsel seien hingegen quantitativ unbefriedigend und oft unlogisch und einfallslos, zudem seien Musik und Sounds von geringer Qualität.